# Katia Guerreiro
Pour les articles homonymes, voir Guerreiro.
 (décembre 2021).
Katia Duarte d'Almeida d’Oliveira Rosado Guerreiro, plus connue sous le nom de Katia Guerreiro, née le 23 février 1976 à Vanderbijlpark (Afrique du Sud), est une chanteuse de fado et médecin portugaise.
Sa vie est partagée entre sa passion pour la musique et pour la médecine. C'est une des chanteuses de fado les plus connues internationalement. Son fado est caractérisé par une grande richesse lyrique et par le fait qu'elle chante des textes d'écrivains contemporains tels que António Lobo Antunes.

## Biographie
Son parcours a été, géographiquement, très mouvementé. Elle est née en Afrique du Sud, a grandi aux Açores, où elle fréquenta un groupe folklorique. Elle obtint son diplôme de médecine à Lisbonne. Elle travailla dans un hôpital à Évora avant de revenir dans la capitale où elle se spécialisa en ophtalmologie.
C'est pendant cette année de spécialisation qu'elle découvrit sa passion pour le fado, en chantant avec des collègues. Elle participa plus tard à un concert après un défi lancé avec le duo de guitaristes Paulo Parreira et João Veiga.
En 2005, elle fut représentante de la jeunesse soutenant la candidature d'Aníbal Cavaco Silva à la présidence de la république du Portugal aux élections de 2006.

## Œuvre
Avec le même duo accompagné par Armando Figueiredo (à la guitare-basse) et parrainé par le chanteur de fado João Braga elle sort en 2001 son premier album, Fado Maior, édité par Ocarina. Celui-ci connut un grand succès international et a été édité au Japon et en Corée du Sud. Il incluait entre autres des chansons popularisées par celle qui l'a le plus influencée, Amália Rodrigues, mais également des chansons sur des poèmes de Fernando Pessoa, Sophia de Mello Breyner Andresen et António Lobo Antunes.
En 2003, toujours chez Ocarina, elle sort l'album Mãos do Fado. Le titre est une référence à la plus caractéristique de ses poses sur scène : les mains tenues derrière le dos. Elle chante encore sur des poèmes d'António Lobo Antunes et pour la première fois interprète la musique d'une autre de ses grandes références, Dulce Pontes.
La présence de Dulce Pontes s'accentue dans l'album suivant, Tudo ou Nada (2005), qui contient le thème Caravela. Édité par Som Livre, il contient une version de Saudades do Brasil em Portugal de Homem Cristo et Vinícius de Moraes et de Menina do Alto Serra, chanson avec laquelle Tonicha gagna le festival RTP de la chanson en 1971. On peut aussi noter la participation du pianiste portugais de jazz Bernardo Sassetti sur la chanson Minha Senhora das Dores. Une fois encore elle chante António Lobo Antunes et rend hommage à la poète Sophia de Mello Breyner Andresen.
En 2006, un coffret contenant ses deux premiers disques est édité, et Tudo ou Nada est réédité avec la collaboration du chanteur brésilien Ney Matogrosso (qui a fait partie du groupe Secos e Molhados).
Katia Guerreiro a chanté à des concerts dans beaucoup de pays du monde tels que le Japon, le Maroc, la Turquie, la France, les Pays-Bas, la Nouvelle-Calédonie, la Suède, le Brésil, la Bulgarie, Macao, la Russie ou l'Espagne.

## Discographie

### Fado Maior (2001)
1. "Asas" (3:30) (Maria Luisa Baptista/Georgino de Sousa (fado Georgino))
2. "Algemas" (3:23) (Álvaro Duarte Simões)
3. "Amor de mel, amor de fel" (3:08) (Amália Rodrigues/Carlos Gonçalves)
4. "As rosas / promessa" (2:03) (Sophia Mello Breyner/João Mário Veiga)
5. "Guitarra triste" (2:47) (Álvaro Duarte Simões)
6. "Avé Maria (3:37)" (Fernando Pessoa/João Mário Veiga)
7. "Incerteza (2:00)" (João Mário Veiga/Miguel Ramos (fado alberto))
8. "Asa de vento (3:23)" (Amália Rodrigues/Carlos Gonçalves)
9. "É noite na mouraria" (2:25) (José Maria Rodrigues/António Mestre)
10. "Minha Lisboa de mim" (3:49) (Nuno Gomes dos Santos/Silvestre Fonseca)
11. "A Mariquinhas vai à fonte" (2:24) (Maria Manuel Cid/Música popular)
12. "Esquina de um tempo" (3:00) (Maria Luisa Baptista/Paulo Parreira e Katia Guerreiro)

### Nas Mãos do Fado (2003)
1. "Os meus versos" (Florbela Espanca/Paulo Valentim)
2. "Valsa" (António Lobo Antunes/Miguel Ramos (fado margaridas))
3. "Dança das Sete Luas" (Ana Vidal/João Veiga)
4. "Vodka e Valium 10" (António Lobo Antunes/Armando Machado (fado fé))
5. "Segredos" (Paulo Valentim)
6. "O teu encanto" (João Veiga)
7. "Ancorado em mim" (Ana Vidal/Armando Machado (fado santa luzia))
8. "Perdigão" (Luís Vaz de Camões/Alain Oulman)
9. "O que fôr há-de ser" (Dulce Pontes)
10. "Rosa Vermelha" (José Carlos Ary dos Santos/Alain Oulman)
11. "Recado" (António Lobo Antunes/Katia Guerreiro e João Veiga)
12. "Voz do Vento" (Maria Luísa Baptista/ fado menor (dr))
13. "Romper Madrugadas" (Paulo Valentim/Paulo Valentim e João Veiga)
14. "Meu principezinho" (Katia Guerreiro/fado joão maria dos anjos (sextilhas))
15. "Chora, Mariquinhas chora" (Amália Rodrigues/José Fontes Rocha)

### Tudo ou Nada (2005)
1. "Disse-te adeus à partida, o mar acaba ao teu lado (4:34)" (António Lobos Antunes/SPA)
2. "Despedida" (2:55) (António Calém/SPA)
3. "Ser tudo ou nada" (3:01) (João Veiga/SPA)
4. "Muda tudo, até o mundo" (1:32) (Maria Luísa Baptista/SPA)
5. "Minha Senhora das Dores" (3:51) (Jorge Rosa/SPA)
6. "Canto da fantasia" (3:19) (Paulo Valentim/SPA)
7. "Vaga" (2:53) (Rodrigo Serrão/SPA)
8. "Dulce caravela" (2:59) (Dulce Pontes)
9. "Quando" (3:09) (Sophia de Mello Breyner/SPA)
10. "Menina do alto da Serra" (2:42) (José Carlos Ary dos Santos/SPA)
11. "Saudades do Brasil em Portugal" (4:00) (Vinicius de Moraes)
12. "O meu navio" (2:08) (Rodrigo Serrão/SPA)
13. "Talvez não saibas" (4:32) (Joaquim Pessoa/SPA)
14. "Tenho uma saia rodada" (1:36) (Maria Luísa Baptista/SPA)
15. "Menina do alto da Serra" - faixa bónus, participação especial de Ney Matogrosso (2:53) (Nuno Nazaré Fernandes/Ary dos Santos/SPA)
16. "Lábios de mel" - faixa bónus, participação especial de Ney Matogrosso (3:17) (Waldir Rocha/PEERMUSIC)

### Fado (2008)
1. "Fado dos olhos" (Florbela Espanca/Carlos Ramos (Fado das Horas — pop))
2. "Pranto de amor ausente" (Paulo Valentim)
3. "A voz da poesia" (Katia Guerreiro/Rui Veloso)
4. "Ponham flores na mesa" (Fernando Tavares Rodrigues/Joaquim Campos Silva (Fado Tango))
5. "Estranha paixão" (João Veiga/Pedro Pinhal)
6. "Casa da colina" (Maria Luísa Baptista/Rodrigo Serrão)
7. "A cidade saudade" (Rodrigo Serrão/Casimiro Ramos (Fado Três Bairros))
8. "A nossa gente, o nosso fado" (Rodrigo Serrão/Mário Pacheco)
9. "Renasce" (João Veiga)
10. "Lírio roxo" (António Gedeão/Francisco Viana (Fado Vianinha))
11. "Poema da malta das naus" (António Gedeão/Paulo Valentim)
12. "Mundo" (Fernando Tavares Rodrigues/Júlio Proença (Fado Esmeraldinha))
13. "Lisboa" (Charles Aznavour)
14. "Eu queria cantar-te um fado" (António de Sousa Freitas/Franklin Godinho (Fado Franklin de Sextilhas))